# أندي كامبل
أندي كامبل (بالإنجليزية: Andy Campbell)‏ (18 أبريل 1979 بميدلزبرة في المملكة المتحدة - ) هو لاعب كرة قدم بريطاني في مركز الهجوم. لعب مع أكسفورد يونايتد وبولتون واندررز ودونفرملين أثلتيك وشيفيلد يونايتد وكارديف سيتي ونادي دونكاستر روفرز ونادي ميدلزبره ونادي هاليفاكس تاون وويتبي تاون ‏ وFarsley Celtic F.C. ‏ ونادي برادفورد بارك أفنيو.

## وصلات خارجية
- أندي كامبل على موقع قاعدة بيانات كرة القدم.إي يو (الإنجليزية)
- أندي كامبل على موقع Soccerbase.com (لاعب) (الإنجليزية)
- أندي كامبل على موقع عالم كرة القدم.نت (الإنجليزية)